# Grand Prix van Zwitserland 1947
De Grand Prix van Zwitserland 1947 was een autorace die werd gehouden op 8 juni 1947 op het Stratencircuit Bremgarten. De race bevatte twee voorrondes die de deelnemers voor de finalerace opleverden.

## Uitslagen

### Voorronde 1
- Coureurs vetgedrukt naar de finale

| Positie | No | Rijder                        | Team       | Ronden | Tijd/Opgave | Startplaats |
| ------- | -- | ----------------------------- | ---------- | ------ | ----------- | ----------- |
| 1       | 36 | Achille Varzi                 | Alfa Romeo | 20     | 1:03:37.5   | 12          |
| 2       | 34 | Carlo Felice Trossi           | Alfa Romeo | 20     | +0.6        | 1           |
| 3       | 32 | Raymond Mays                  | ERA        | 20     | +2:31.5     | 3           |
| 4       | 48 | Nello Pagani                  | Maserati   | 20     | +2:43.4     | 11          |
| 5       | 26 | Bob Ansell                    | Maserati   | 19     | +1 ronde    | 10          |
| 6       | 50 | Nino Grieco                   | Maserati   | 17     | +3 ronden   | 9           |
| 7       | 62 | Verenigde Staten Harry Schell | Cisitalia  | 17     | +3 ronden   | 8           |
| 8       | 42 | Enrico Platé                  | Maserati   | 15     | +5 ronden   | 7           |
| NF      | 24 | Gordon Watson                 | Alta       | 12     | Benzinetank | 6           |
| NF      | 60 | Birabongse Bhanubandh         | Maserati   | 7      | Achteras    | 5           |
| NF      | 64 | Raymond de Sauge              | Cisitalia  | 3      | Banden      | 4           |
| NF      | 8  | Robert Klempener              | Delage     | 2      | Besturing   | 2           |

### Voorronde 2
- Coureurs vetgedrukt naar de finale

| Positie | No | Rijder              | Team        | Ronden | Tijd/Opgave      | Startplaats |
| ------- | -- | ------------------- | ----------- | ------ | ---------------- | ----------- |
| 1       | 38 | Jean-Pierre Wimille | Alfa Romeo  | 20     | 57:46.3          | 1           |
| 2       | 32 | Consalvo Sanesi     | Alfa Romeo  | 20     | +2:10.2          | 9           |
| 3       | 44 | Luigi Villoresi     | Maserati    | 20     | +2:29.4          | 8           |
| 4       | 46 | Louis Chiron        | Maserati    | 20     | +2:32.4          | 7           |
| 5       | 22 | Raymond Sommer      | Maserati    | 20     | +2:57.0          | 6           |
| 6       | 16 | "Raph"              | Maserati    | 18     | +2 ronden        | 5           |
| NF      | 28 | Leslie Johnson      | Talbot-Lago | 11     | Ongeluk          | 4           |
| NF      | 2  | Roger Loyer         | Delage      | 6      | Versnellingspook | 3           |
| NF      | 58 | Adolfo Mandirola    | Maserati    | 1      | Ongeluk          | 2           |

### Finale
| Positie | No | Rijder                                         | Team        | Ronden | Tijd/Opgave    | Startplaats |
| ------- | -- | ---------------------------------------------- | ----------- | ------ | -------------- | ----------- |
| 1       | 38 | Jean-Pierre Wimille                            | Alfa Romeo  | 30     | 1:25:09.1      | 1           |
| 2       | 36 | Achille Varzi                                  | Alfa Romeo  | 30     | +44.7          | 2           |
| 3       | 34 | Carlo Felice Trossi                            | Alfa Romeo  | 30     | +1:17.4        | 20          |
| 4       | 22 | Raymond Sommer                                 | Maserati    | 29     | +1 ronde       | 19          |
| 5       | 32 | Consalvo Sanesi                                | Alfa Romeo  | 29     | +1 ronde       | 3           |
| 6       | 44 | Luigi Villoresi                                | Maserati    | 29     | +1 ronde       | 18          |
| 7       | 48 | Nello Pagani                                   | Maserati    | 28     | +2 ronden      | 17          |
| 8       | 42 | Enrico Platé Birabongse Bhanubandh             | Maserati    | 28     | +2 ronden      | 16          |
| 9       | 54 | Emmanuel de Graffenried                        | Maserati    | 27     | +3 ronden      | 15          |
| 10      | 16 | "Raph"                                         | Maserati    | 27     | +3 ronden      | 14          |
| 11      | 26 | Bob Ansell                                     | Maserati    | 26     | +4 ronden      | 13          |
| 12      | 12 | Henri Louveau                                  | Delage      | 26     | +4 ronden      | 12          |
| 13      | 46 | Louis Chiron                                   | Maserati    | 25     | +5 ronden      | 11          |
| 14      | 10 | Ernst Hürzeler                                 | Delage      | 25     | +5 ronden      | 10          |
| 15      | 18 | Louis Rosier                                   | Talbot-Lago | 25     | +5 ronden      | 9           |
| 16      | 4  | Eugène Chaboud                                 | Delahaye    | 24     | +6 ronden      | 8           |
| 17      | 50 | Nino Grieco                                    | Maserati    | 24     | +6 ronden      | 7           |
| NF      | 30 | Raymond Mays                                   | ERA         | 23     | Kruiskoppeling | 6           |
| NF      | 14 | Maurice Trintignant                            | Delage      | 11     | Brandstofpomp  | 5           |
| NF      | 62 | Verenigde Staten Harry Schell Raymond de Sauge | Cisitalia   | 7      | Differentieel  | 4           |

1934 · 1935 · 1936 · 1937 · 1938 · 1939 · 1946 · 1947 · 1948 · 1949 · 1950 · 1951 · 1952 · 1953 · 1954 · 1975 · 1982